# ウシ
ウシ（牛）は、哺乳綱鯨偶蹄目ウシ科ウシ亜科の動物（ウシ族）である。以下では分類上の狭義である「家畜ウシ（Bos taurus）」について解説する。

## 分類
狭義の「ウシ」は、特に（種レベルで）家畜種のウシ（学名：Bos taurus）を指す。野生のオーロックスが、人類によって家畜化されて生まれた。ただし、アメリカ哺乳類学会では、ウシ、オーロックス、コブウシをそれぞれ独立した種として分類している。
一方で、やや広義ではウシ属 (genus Bos) を指し、そこにはバンテンなどの野生牛が含まれる。さらに広義では、ウシ亜科 (subfamilia Bovinae) の総称である。すなわち、アフリカスイギュウ属、アジアスイギュウ属、ウシ属、バイソン属などを指す。これらは牛と認められる共通の体形と特徴を持つ。大きな胴体、短い首と一対の角、胴体と比べて短めで前後にだけしか動けない脚、軽快さの乏しい比較的鈍重な動き、などが特徴である。
ウシと比較的近縁の動物としては、同じウシ亜目（反芻亜目）にキリン類やシカ類、また、同じウシ科の仲間としてヤギ、ヒツジ、レイヨウなどがあるが、これらが牛と混同されることはまずない。しかし、ウシ属の生物以外にも四足歩行の哺乳類が「ウシ」と表現されることがある。

## 名称
東アジアなど伝統的には牛肉食が一般的ではなかった地域では、ウシは日本語の「うし」のように単一語で呼ばれる。一方で、英語圏などの、古くから牛肉食や酪農が盛んであった地域では、ウシの性別や避妊・去勢の有無、食肉用か乳牛かなどによって細かく呼び分ける。
近代以降は欧米由来の牛肉食文化が世界的に普及しているが、畜産業や流通の流通現場では細分化した名称が用いられる傾向がある。

### 性別による名称
オスの牛 
オスの牛。日本語では、牡牛/雄牛（おうし、おすうし）、牡牛（ぼぎゅう）という。
特に種牛を「種雄牛（しゅゆうぎゅう）」と呼ぶ。しかし、単なる牡の牛を「雄牛（ゆうぎゅう）」とよぶことは無い。
古語としては「をうじ」「をうじ」と訓じたり、「男牛」という表記もあったが、現代では用いられない。
英語では、"bull"、"ox"、方言で "nowt"という。
ラテン語では "taurus"（タウルス）といい、"bos"と同じく性別の問わない「牛」の意もある。
メスの牛 
メスの牛。日本語では、牝牛/雌牛（めうし、めすうし）、牝牛（ひんぎゅう）という。
特に種牛を「種雌牛（たねめすうし）」と呼ぶ。牡と異なり「しゅしぎゅう」と音読みすることはない。
古語としては「めうじ」「をなめ」「をんなめ」「うなめ」等と訓じたり、「女牛」「牸牛」の表記もあるものの、現代では用いられない。
英語では "cow"、ラテン語では "vacca"という。
なお、牛の性別については「牡」「牝」の文字を用いることが多い。「牡」「牝」はウマにも用いられる。

### 年齢による名称
日本語では、年齢による呼び分けは一般的ではなく、人間や他の動植物と同様に呼ばれる事が多い。
しかし、畜産などの専門分野では
未成熟な牛 
成熟していない牛全般は、未成熟牛という。生まれたての牛も成熟間近の牛も該当する。
幼い牛 
幼牛（ようぎゅう）、仔牛/子牛（こうし）。専門的には生後およそ120日以内から360日以内までの牛を指すことが多い。英語では "calf"と呼ぶ。肉牛では「肥育や育成を始める前の状態」という意味合いから、素牛（もとうし）、育成牛（いくせいぎゅう）と呼ばれる。また、特に、繁殖用とされた個体を繁殖素牛、肥育用とされた個体を肥育素牛と呼ぶ。
幼牛の肉は特に区別され、月齢によって「ヴィール」「カーフ」と呼び分ける。
生後6か月以内の仔牛の皮革（原皮となめし革）も、「カーフ」と呼ばれる。その原皮を「カーフスキン (calfskin)」、鞣された革を「カーフレザー (calf leather)」と呼ぶ。鞣された革も「カーフスキン」と呼ぶことがある。
若い牛 
若牛（わかうし）。成熟が近い未成熟牛をいう。畜産などの専門分野では用いられることは少なく、幼牛の段階を過ぎた牛は成牛として扱われる。
成熟した牛 
成牛（せいぎゅう）という。
老いた牛 
老牛（ろうぎゅう）という。

### 飼育条件による名称
畜牛（ちくぎゅう、英：cattle）
畜産用途に肥育されるウシ全般のこと。家畜牛。
去勢牛（きょせいぎゅう）
人工的に去勢されたウシのことを去勢牛と言う。英語では特にオスの去勢牛を"ox"、メスを"steer"と呼んで区別する。
乳牛（にゅうぎゅう、英：dairy cattle）
牛乳を得ることを主目的として飼養する牛を乳牛と言う。
未経産牛（みけいさんぎゅう、英：heifer）
妊娠ないし出産を経験していない牝牛のこと。乳牛用途・肉牛用途ともに高価で取引される。
経産牛（けいさんぎゅう、英：delivered cow）
すでに出産経験のある牝牛のこと。肉牛として出荷する場合には、未経産牛に比較して安価で取引される。

### 日本語の方言・民俗
日本の東北地方では牛をべこと呼ぶ。牛の鳴き声（べー）に、「こ」をつけたことによる。地方によっては「べご」「べごっこ」とも呼ぶ。柳田國男によれば、日本語では牡牛が「ことひ」、牝牛が「おなめ」であった。また、九州の一部ではシシすなわち食肉とされていたらしく、「タジシ(田鹿)」と呼ばれていた。

## 生態・形質

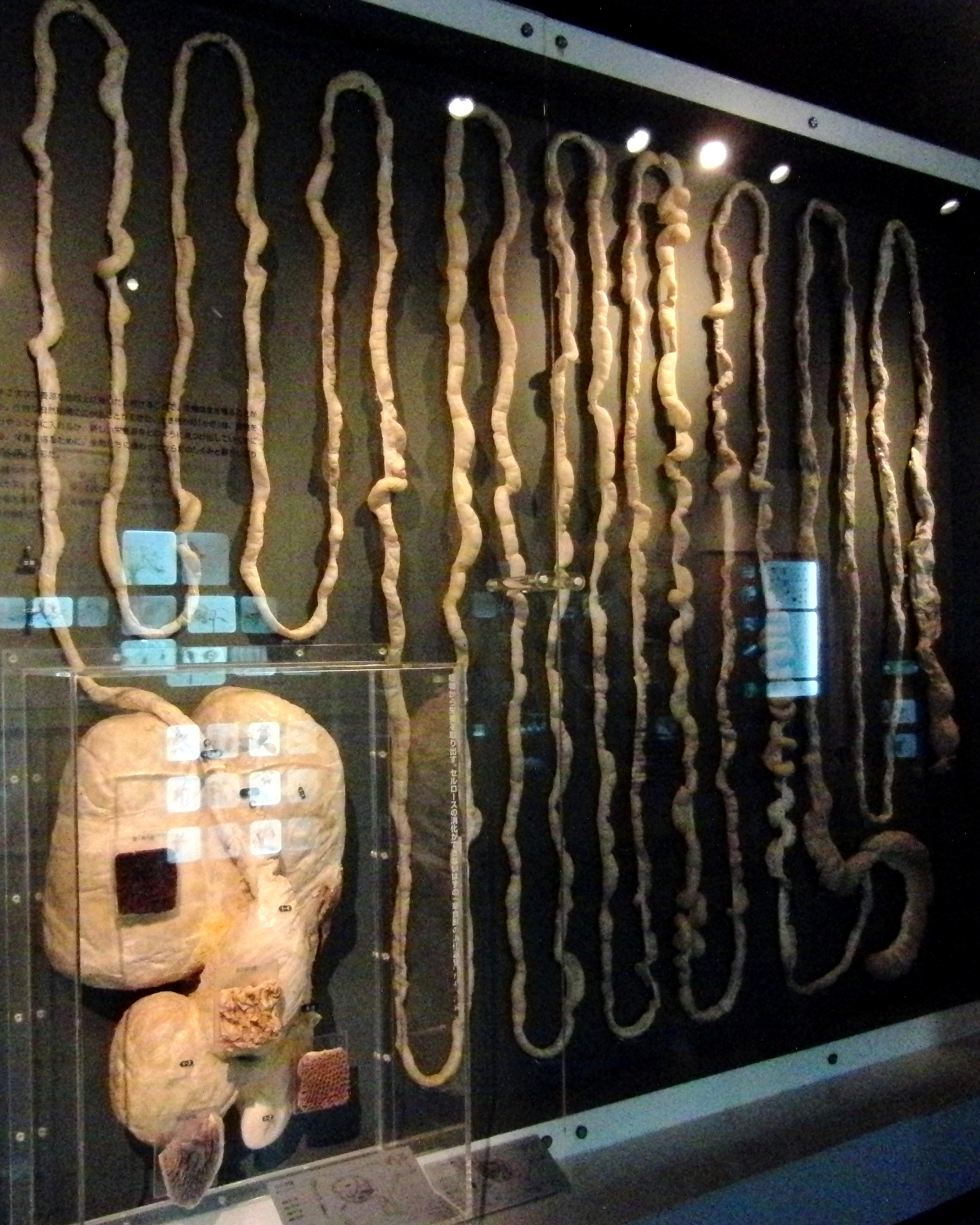
ウシの胃と腸。国立科学博物館の展示。

牝牛の解剖図。
1. 直腸
2. 外陰部
3. 陰核
4. 膣
5. 骨盤
6. 乳腺
7. 乳頭
8. 子宮頸部
9. 膀胱
10. 卵管采
11. 卵巣
12. 子宮角
13. 卵管
14. 乳房

牡牛の解剖図。
1. 直腸
2. 前立腺
3. カウパー腺
4. 坐骨海綿体筋
5. 球海綿体筋
6. 挙睾筋
7. 精巣上体
8. 精巣
9. 精嚢
10. 精管
11. 膀胱
12. 第一胃
13. S状結腸屈曲
14. 陰茎
15. 陰茎亀頭
16. 陰嚢

ウシは反芻動物である。反芻動物とは反芻（はんすう）する動物のことであるが、そもそも「反芻」とは、一度呑み下して消化器系に送り込んだ食物を口の中に戻して咀嚼し直し、再び呑み込むことをいう。このような食物摂取の方法を取ることで栄養の吸収効率を格段に上げる方向へ進化し、その有利性から生態系の中で大成功を収めて世界中に拡散した動物群が、反芻動物であった。多様に見えて、その実、単系統群である。そのような反芻動物の中でも、ウシが属するウシ科はとりわけ進化の度合いが深まった分類群（タクソン）の一つであり、ウシの仲間（※少し範囲を広げてウシ族と言ってもよい）は勢力的にも代表格と言える。彼らは、ヒトに飼われて殖えたのも確かではあるが、もともと自然の状態で生態上（種数と生物量の両面で）の大勢力であった。反芻動物の進化がウシ科のレベルまで深まる以前に勢力を誇っていたのはウマに代表される奇蹄類であり、ウシ科は栄養吸収効率の大きな差を活かして奇蹄類を隅に押しやり分布を広めた。そのことは地質学的知見で証明可能である。家畜としても比較されることの多いウシとウマであるが、同じ質と量の餌を与えた場合、栄養面で報いが大きいのは間違いなくウシであるということもできる。
反芻動物の具える胃を「反芻胃（はんすうい）」といい、マメジカのような原始的な種を除き、ウシを含むほとんどの反芻動物が4つの胃を具える。ただし実際には、胃液を分泌する本来の意味での胃は第4胃の「皺胃（しゅうい）・ギアラ」のみであり、それより口腔に近い「前胃（ぜんい）」と総称される消化器系、第1胃「瘤胃（りゅうい）・ミノ」・第2胃「蜂巣胃（ほうそうい）・ハチノス」・第3胃「重弁胃（じゅうべんい）・センマイ」は食道が変化したものである。ここを共生微生物の住まう植物繊維発酵槽に変えることで、反芻は極めて効果的な消化吸収システムになった。ウシの場合、この前胃に、草の繊維（セルロースなど）を分解（化学分解）する細菌類（バクテリア）および繊毛虫類（インフゾリア）を始めとする微生物を大量に常在させ、繊維を吸収可能な状態に変えさせ、収穫するようにそれを吸収するという方法で草を"食べている"。前胃の微生物を総じて胃内常在微生物叢などというが、ウシはこれら微生物の殖えすぎた分も動物性蛋白質として消化・吸収し、栄養に変えている。
ウシの味蕾は25,000個で味蕾が5000個のヒトの5倍を有する。ウシは毒物で反芻胃の微生物が死なないように味覚で食べる草をより分けている。ウシの歯は、牡牛の場合は上顎に12本、下顎に20本で、上顎の切歯（前歯）は無い。そのため、草を食べる時には長い舌で巻き取って口に運ぶ。
自然下ではウシは一日の多くの時間を摂食探索行動に費やす。ウシには自分で餌を探して食べたいという生来の欲求がある。牧草地と刈り取られた餌の給与地とでは、牛は牧草地への欲求のほうが強い。しかし家畜利用下では飼料は完全配合飼料化されており、刈り取られた餌が与えられる。摂食時間は短時間で済むが、摂食動機は満腹になれば収束するのではなく摂食行動の持続時間に強く影響される。腹が満たされても十分な摂食時間がないことが、熊癖（体を揺らす）といった葛藤行動、舌遊びや飼料掻き揚げなどの異常行動を発現させる。
他の動物と同じように被毛が汚れているか否かにかかわらず見繕い行動への欲求が高い。電動ブラシ（カウブラシ）への欲求は15時間飼料を制限された後の完全配合飼料への欲求と同じくらい強い。電動ブラシの利用は母牛から子牛への母性的舐め行動を増やす。牛同士の舐め行動は向社会行動のひとつ「社会的見繕い行動」と言われるが、社会的見繕い行動は一緒に過ごした期間が長い牛、出生日が近い牛で多発する。社会的見繕行動を受けた牛の心拍数は低下することから、被毛の衛生のみではなく鎮静効果ももたらす重要なものとされる。また、親和関係にある牛がそばにいる場合、新規物の提示、網で覆われた餌などのストレス下でも心拍数は低い。
鼻には、個体ごとに異なる鼻紋があり、個体の識別に利用される。

## 家畜としてのウシの利用

### 食用
肉は牛肉として、また乳は牛乳として、それぞれ食用となる。食用は牛の最も重要な用途であり、肉・乳ともに人類の重要な食料供給源の一つとなってきた。牛乳も牛肉も、そのまま食用とされるだけでなく、乳製品や各種食品などに加工される原料となることも多い。家畜であるウシは、畜牛（ちくぎゅう）といい、その身体を食用や工業用などと多岐にわたって利用される。肉を得ることを主目的として飼養される牛を肉牛（にくぎゅう）というが、肉牛ばかりが食用になるわけでもない。牛の肉を、日本語では牛肉（ぎゅうにく）という。仔牛肉以外は外来語でビーフともいう。
牛の内臓は、畜産副産物の一つという扱いになる。日本では「もつ」あるいは「ホルモン」と呼んで食用にする。世界には食用でなくとも、内臓を様々に利用する文化がある。牛の脂肉を食用に精製した脂肪は牛脂（ぎゅうし）もしくはヘットという。
仔牛肉/子牛肉(こうしにく）は、英語では"veal"（ヴィール）、フランス語では "veau"（ヴォー）と呼ばれる。外来語形は少なくとも料理や栄養学などの分野で定着している。柔らかい食感が好まれ、さまざまな料理の食材として用いられる。特にフランス料理においては、その肉のブイヨン（出汁）がフォン・ド・ヴォーとして重用される。松阪牛等の高級和牛では「処女牛」という言い方がなされ、希少性が強調される場合がある。
年老いて乳の出が悪くなった乳牛の経産牛は、肉質は硬くなって低下し、体も痩せ細ってしまう。21世紀初期の日本の場合、こういった個体は廃用牛の扱いを受け、安値でペットフード用など人間向けの食用以外に回されるのが一般的である。しかし、再肥育して肉質を高めることで人間向けの食用牛としての市場価値を“再生”させることに成功している業者もいる。

#### 生薬
胆石は牛黄（ごおう）という生薬で漢方薬の薬材として利用される。

### 工業用

#### 牛骨
牛の骨すなわち牛骨（ぎゅうこつ）は、加工食品の原料や料理の食材になるほか、肥料や膠にも利用できる。ただ、ヒンドゥー教では、牛の命の消費全般をタブーとしているため、牛膠もまた、その宗教圏および信仰者においては絵画を始めとする物品の一切に用いるべきでないものとされている。牛の骨油である牛骨油（ぎゅうこつゆ）は、食用と工業用に回される。工業用牛骨油の主な用途は石鹸と蝋燭である。ギターなどの楽器の部品にもなる。

#### 皮革
牛の皮膚すなわち牛皮（ぎゅうひ、ぎゅうかわ、うしがわ）は、鞣しの工程を経て牛革に加工され、衣服（古代人の上着・ベルト・履物などから現代人の革ジャンやレーシングスーツまで）、武具（牛革張りの盾や刀剣の鞘や兜、牛革のレザーアーマーなど）、鞄など収納道具、装飾品（豪華本の表装などを含む）、調度品（革張りのソファなど）、その他の材料になる。ここでも仔牛は特に区別されており、皮革の材料としての仔牛、および、その皮革を、仔牛と同じ語でもって「カーフ」と呼ぶ。

#### 牛糞
牛糞（ぎゅうふん、うしくそ）は、肥料として広く利用される。与えられた飼料により肥料成分は異なってくるが、総じて肥料成分は低い。肥料としての効果よりも、堆肥のような土壌改良の効果の方が期待できる。また、堆肥化して利用することも多い。園芸店などで普通に市販されている。
乾燥地域では牛糞がよく乾燥するため、燃料に使われる。森林資源に乏しいモンゴル高原では、牛糞は貴重な燃料になる。またエネルギー資源の多様化の流れから、牛糞から得られるメタンガスによるバイオマス発電への利用などが模索されており、スウェーデンなどでは実用化が進んでいる。また、インドなどの発展途上国では牛糞を円形にして壁に貼り付け、一週間ほど乾燥させて牛糞ケーキを作製し、燃料として用いている（匂いもなく、火力も強い）。アフリカなどでは住居内の室温の上昇を避けるために、牛糞を住居の壁や屋根に塗ることがあり、建築材料としても利用している。

### 使役

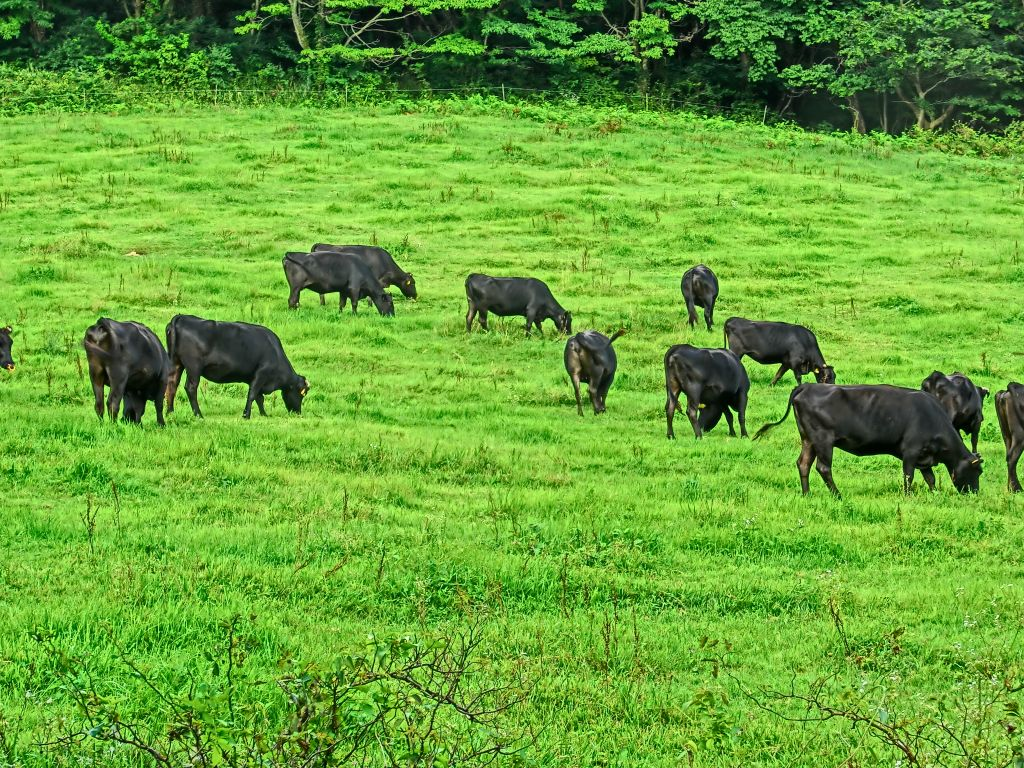
牛の牧場

使役動物としての牛は役牛（えきぎゅう）といい、古来、自動車に置き換わるまで先進国においても近年まで、馬とともに人類に広く利用されてきた。農耕用と、直接の乗用も含む人および物品の運搬用の、動力としての利用が主である。農耕のための牛は耕牛（こうぎゅう）という。運搬用というのは主に牛車（ぎゅうしゃ、うしぐるま）用であるが、古来中国などではそれに限らない。幌馬車は牛が牽引することも少なくなかった。
牛の家畜化、使役の歴史は馬よりも古いが、牽引用としてはともかく乗用の発展は進まなかった。理由としては口の作りから馬のように銜（はみ）をうまくかませられず、手綱を振るうにも角が邪魔で、コントロール性が劣る。馬は牡牝とも同じように利用できるが、牛では顕著な体格と力の差があるため労働力として管理がしづらい。特に牡牛は気性が荒く、知能も馬より劣るとされ障害物を避けるような立ち回りが利かない。鞭や拍車を入れれば死ぬまで疾走を止めない馬と比べ、牛は特に疲労時など頑として動かなくなり走らせることに不向きな気質等が挙げられる。

### 土壌改良

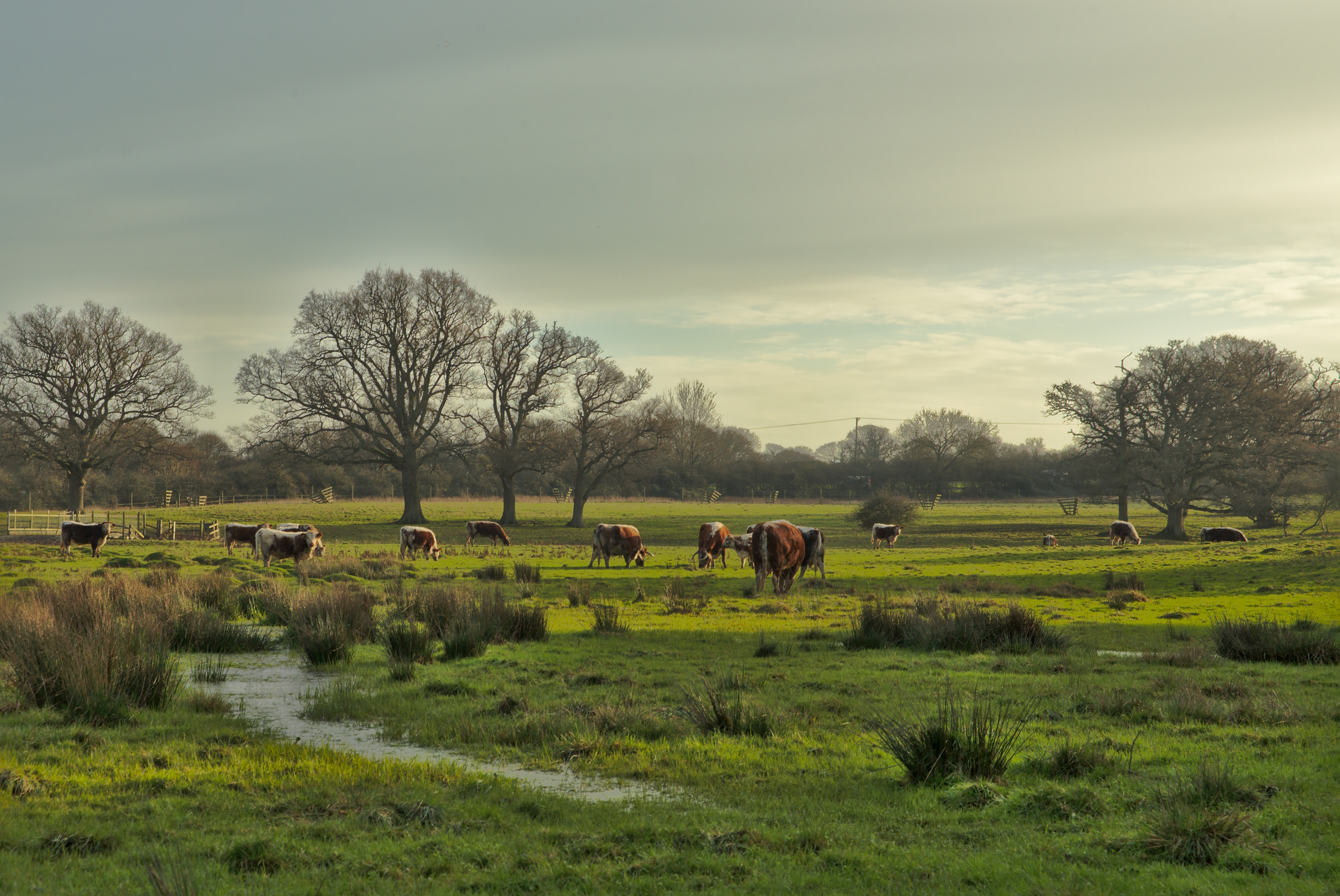
イングランドの再野生化プロジェクトの一つである「Knepp Wildland」に利用されているイングリッシュロングホーン。

痩せた土地に家畜を放し、他所から運び込んだ自然の飼料で飼養することによって土壌改良を図る方法があり、体格が大きく餌の摂取量も排泄量も多い牛は、このような目的をもった放牧に打ってつけの家畜でもある。
ウシやウマやブタなどに生態系エンジニアとしての可能性を見出して再野生化プロジェクトに利用する事例もあり、従来の家畜品種の他にもオーロックスの再現育種が利用されている。このような指摘は、絶滅した土着のメガファウナの多くに近縁な現存種が存在しないオーストラリアや南アメリカ大陸のような地域に関しても行われており、野生化（英語版）したウシなどが、仮に不完全であるとしても在来の生態系にメリットを提供している可能性も示唆されている。

### 娯楽

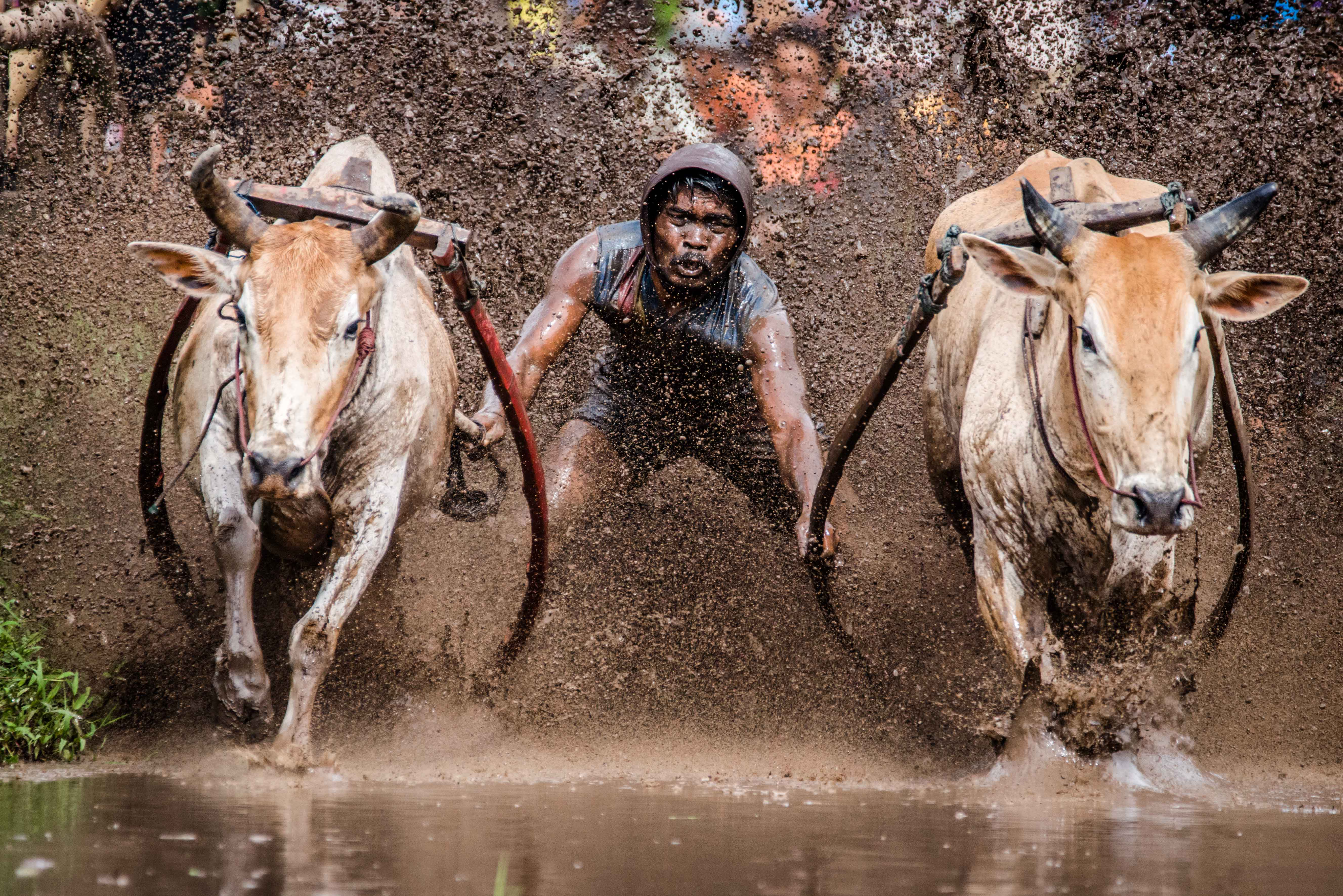
インドネシアの収穫を終えた田んぼで行われる牛レース、パチュ・ジャウィ。画像は2019年度Wikicommons年間画像大賞作品。同レースの写真は、2013年世界報道写真コンテスト「スポーツ」部門でも1位となるなど迫力のあるレースが行われる。

牛を娯楽に利用する文化は、世界を見渡せば散見される。牛同士を闘わせるのは、アジアの一部の国・地域（日本、朝鮮、オマーンなど）における伝統的娯楽で、これを闘牛（とうぎゅう）という（闘牛#日本における闘牛も参照）。暴れ牛と剣士を闘わせるのは、西ゴート王国に始まり、イベリア半島を中心に伝統的に行われてきたブラッドスポーツの一種で、これも日本語では闘牛という（cf. 闘牛#スペイン闘牛の歴史）。暴れ牛と闘う剣士を闘牛士というが、対等の闘いではなく、絶対的有利な立場にある剣士が華麗な身のこなしと殺しを披露する見世物である。18世紀ごろのイギリスでは、牡牛と犬を闘わせる見世物として「牛いじめ（ブルベイティング、英：bullbaiting）」が流行し、牡牛（ブル）と闘うよう品種改良された犬、すなわち「ブルドッグ」が、現在のブルドッグの原形として登場した。このブラッドスポーツは残酷だとして1835年に禁止され、姿を消している。危険な暴れ牛や暴れ馬の背に乗ってみせるのは、北アメリカで発祥したロデオで、競技化しており、アメリカ合衆国、カナダ、オーストラリア、および、南アメリカの幾つかの国で盛んに興行が打たれている。

## 肉牛の一生
家畜としての牛は、主に肉牛と乳牛に分けられる。（ヨーロッパに多い乳肉兼用種というのもある）肉用牛には3種の区分があり、それぞれ「肉専用種（和牛）」「乳用種（乳牛から生まれた雄）」「交雑種（F1：乳牛雌に肉専用種雄を交配した種）」と呼ばれている。
乳牛（ホルスタインなどの乳用種）については、#乳牛の一生を参照。

### 肉（肥育）牛
牛の動物福祉を満たすためには屋外飼育が必要であるが、国内における肉牛は舎飼いが一般的で、放牧を行う農家は約13％となっている。繁殖農家で生まれた子牛は、1カ月齢～3カ月齢で、人為的に母子分離及び離乳が同時に行われるのが一般的である。子牛にとって強いストレスとなるため、子牛にトゲの付いた鼻輪を装着させ、子牛が乳を吸おうとすると母牛が嫌がるようにしむけ、離乳を先に行い、のちに母子分離をするという手法がとられることもある。
子牛は250-300kgになる10か月齢から12か月齢まで育成され、「素牛（もとうし）」（6か月齢〜12か月齢の牛）市場に出荷され（2-4か月齢で出荷されるスモール牛市場もある）、肥育農家に競り落とされる。競り落とされた素牛は肥育農家まで運ばれる。長距離になると輸送の疲れで10kg以上やせてしまうこともある。
その後、「肥育牛」として肥育される。飼育方法は、繋ぎ飼い方式・放牧方式などがあるが、日本では数頭ずつをまとめて牛舎に入れる（追い込み式牛舎）群飼方式が一般的である。運動不足による関節炎の予防や蹄の正常な状態を保つためには放牧又は運動場での放飼が必要であるが、国内では88％が運動場での放飼を行っていない。また日本では放牧は繁殖雌牛を用いたものはあるが、肥育牛に適用した例はほぼない。そのため日本の77％の農家が削蹄を行っている。削蹄は年2回が望ましいが、年に1回もしくは1回未満の農場が78％を占める。
肥育前期（7か月程度）は牛の内臓（特に胃）と骨格の成長に気をつけ、粗飼料を給餌される。肥育中期から後期（8-20か月程度）にかけては高カロリーの濃厚飼料を給餌され、筋肉の中に脂肪をつけられる（筋肉の中の脂肪は「さし」とよばれ、さしの多いものを霜降り肉と言う）。
肉用牛は、生後2年半から3年、体重が700kg前後で出荷され、屠殺される。

### 繁殖雌牛
肉牛を産むための雌牛（繁殖用雌牛）は、繁殖用として優れた資質・血統をもつ雌牛が選ばれる。繁殖用雌牛は、生後14か月から16か月で初めての人工授精（1950年に家畜改良増殖法が制定され、人工授精普及の基盤が確立し、今日では日本の牛の繁殖は99%が凍結精液を用いた人工授精によってなされている。約10か月（285日前後）で分娩する。生産効率を上げるため、1年1産を目標に、分娩後約80日程度で次の人工授精が行われる。8産以上となると、生まれた子牛の市場価格が低くなり、また繁殖用雌牛の経産牛の肉としての価格も低くなる場合があるため、標準的には6-8産で廃用となり、屠殺される。また、受胎率が悪かったり、生まれた子牛の発育が悪かったりすると、早目に廃用となる。

## 外科的処置と動物福祉

### 断角・除角
牛の個体距離（他個体の侵入を嫌う距離）は1-2ｍと言われるが、肉牛は牛舎内での高密度の群飼い（狭い時で1頭当たり5m2前後)されるのが一般的なため、飼料の確保や社会的順位の確立等のため、角を用いて争い、ケガの発生、肉質の低下に繋がることがある。管理者が死傷するリスクもある。これらを防止するため、牛の除角（牛がまだ小さいころに、焼き鏝や刃物、薬剤などで角芽を除去すること）あるいは断角（角が成長してから断角器、のこぎりなどで切断すること）が実施される。2024年の調査では、日本では肉牛の71.1％、乳牛の89.7％が断角／除角されていると推定される。抗炎症剤と局所麻酔剤投与下で行えば牛はほとんど嫌がることなく炎症を起こすこともなく角を除去できるが、実施時に麻酔を使用する農家は肉牛で17.3%、乳牛で14％と低い。
断角／除角は激痛を伴い牛への負担が大きく、ショック死する例も報告される。農水省が普及に努めている「アニマルウェルフェアの考え方に対応した飼養管理指針」では肉牛、乳牛ともに、除角によるストレスが少ないと言われている焼きごてでの実施が可能な角が未発達な時期（遅くとも生後2ヵ月以内）に実施することが推奨されている。だが実務においては、乳牛では45％、肉牛では85％が3ケ月齢以上で断角／除角される。肉牛は肥育開始か繁殖用に供用される10カ月齢前後で無麻酔で実施されることが多い。

### 去勢
日本国内では、去勢しないとキメが粗くて硬く、消費者に好まれない牛肉に仕上がったり、牛舎内での闘争が激しくなり、ケガが発生しやすくなったりするという理由から、肉用牛のオスは一般的に去勢される。ただし、肉用雄牛の去勢は世界共通ではなく、例えばEUでは肉用オス牛の8割は未去勢で出荷される。
去勢の方法は、陰嚢を切開して、精索と血管を何度か捻りながら、引いてちぎる観血去勢法、皮膚の上からバルザックやゴムリングを用いて挫滅、壊死させる無血去勢法が一般的。観血去勢では術中や術後の消毒不足や敷料等が傷口に入ることで化膿や肉芽腫の形成等が見られることがある。日本も加盟するWOAHの肉用牛の動物福祉規約及び国内のアニマルウェルフェア指針には、3ヶ月齢より前の実施、鎮静剤や麻酔の検討が推奨されているが、日本の肉牛の90.9％は3ヵ月以上で去勢されており、麻酔や鎮痛対策がされないケースもある。国内では無麻酔去勢は合法だが、諸外国ではアニマルウェルフェアの観点から麻酔の使用が義務付けられている。研究では去勢時に麻酔や鎮痛対策を行えば、アニマルウェルフェアだけでなく生産性（価格）にもプラスの効果があるとされる。

### 鼻環（鼻ぐり）
鼻環による痛みを利用することで、牛の移動をスムーズにさせ、調教しやすくできるが、鼻環による牽引は牛のストレスとなる。日本の肉牛農家では83.6%で鼻環の装着が行われていると推定される（乳牛における装着率は不明）。鼻環通しで麻酔は使用されない。鼻環通しは牛にストレスを与える。農水省が普及に努めている「アニマルウェルフェアの考え方に対応した肉用牛の飼養管理指針」は鼻環の装着について「牛へのストレスを極力減らし、可能な限り苦痛を生じさせないよう、素早く適切な位置に装着すること」としている。

### 舌遊び
舌を口の外へ長く出したり左右に動かしたり、丸めたり、さらには柵や空の飼槽などを舐める動作を持続的に行うことを指す。粗飼料不足や、繋留、単飼（1頭のみで飼育する）などの行動抑制が要因とされており、そのストレスから逃れるためにこの行動が発現する。舌遊び行動中は心拍数が低下することが認められている。また生産サイクルをあげるために、産まれてすぐに母牛から離されることも舌遊びの要因とされている。「子牛は自然哺乳の場合1時間に6000回母牛の乳頭を吸うといわれている。その半分は単なるおしゃぶりにすぎないが、子牛の精神の安定に大きな意味をもつ。子牛は母牛の乳頭に吸い付きたいという強い欲求を持っているが、それが満たされないため、子牛は乳頭に似たものに向かっていく。成牛になっても満たされなかった欲求が葛藤行動として「舌遊び」にあらわれる」とも言われる。人工哺乳牛で有意に舌遊びが多く発現する。
実態調査では、種付け用黒毛和牛の雄牛の100%、同ホルスタイン種の雄牛の6%、食肉用に肥育されている去勢黒毛和牛の雄牛の76%、黒毛和牛の雌牛の89%、ホルスタイン種の17%で舌遊び行動が認められたとある。

### 安楽死
治療を行っても回復の見込みがない場合や、著しい生育不良や虚弱で正常な発育に回復する見込みのない場合などは、農場内でできる限り苦痛のない殺処分を行うことが求められている。しかしながら、2024年のアンケート調査によると肉用牛農家の33％、乳用牛農家の15％が安楽死を実施していない。

## ケア

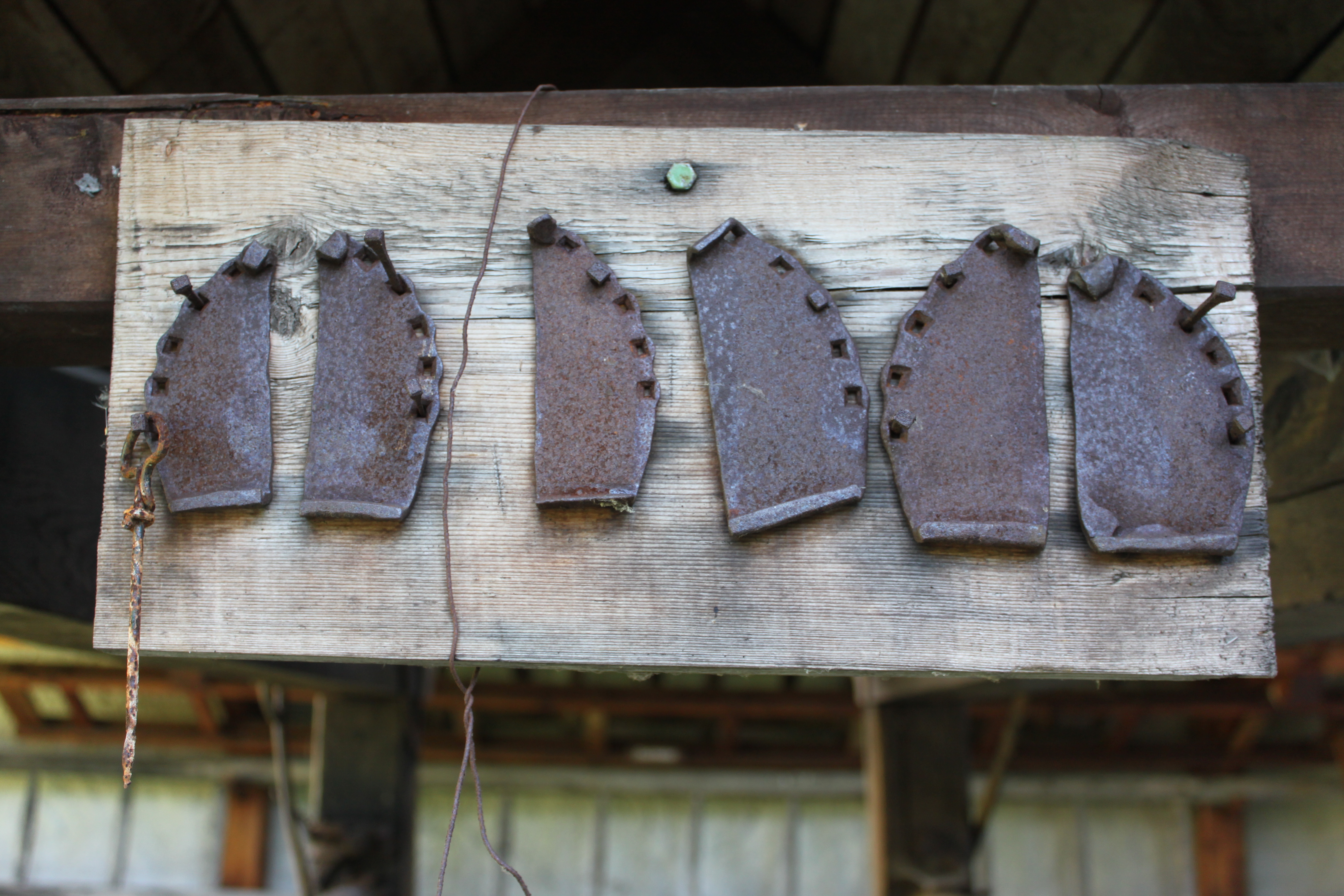
牛用の蹄鉄。奇蹄目の馬と違い偶蹄目であるため、一つの脚に左右2個の蹄鉄が必要。

毛刈り
ブラッシング
舌や壁などに擦り付けてセルフグルーミングを行う。また人間が行うことで信頼関係が構築され、同時に人間にもストレス軽減効果が確認される。カウブラシ（牛体ブラシ）という自分でブラッシングを行う装置もある。国内乳牛におけるカウブラシの設置率は29％、肉牛における設置率は16％となっている。
削蹄・蹄鉄
家畜の牛は運動量が無いため人間（削蹄師）が削る作業が行われる。また逆に労役を行う牛には蹄鉄が取り付けられる。
牛舎洗浄・牛床清掃
敷料やふん尿を除去して、消毒剤で洗浄する。
牛体洗浄（鎧落とし）
千葉県鴨川市では、牛洗いという行事が行われる。
牛が釘などを食べた場合、胃を保護するため、磁石を呑み込ませておくこともあるという。

## 病気

### 給餌がひきおこす疾患
牛は粗い植物を食べて成長、繁殖するよう進化してきた生き物であるが、肉牛経営では生産性を高めるために炭水化物を多く含んだ濃厚飼料が多給されており、動物福祉的に問題視されている。調査では、高値で取引される等級の高い肉において、水腫や肺疾患が多かったと報告されており、原因として濃厚飼料の多給やビタミンAの給与制限などの偏った給餌が指摘された。
霜降り肉を作るためには、筋肉繊維の中へ脂肪を交雑させる、という通常ではない状態を作り出さなければならない。そのため、脂肪細胞の増殖を抑える働きのあるビタミンAの給与制限が行われる。ビタミンA欠乏が慢性的に続くと、光の情報を視神経に伝えるロドプシンという物質が機能しなくなる。重度になり、瞳孔が開いていき、弱視・失明に至ることがある。ビタミンＡ欠乏の徴候が表れた場合カロテンを含んだ飼料やビタミン剤の投与でこれを補う必要がある。

### 中毒
稀なケースであるが、牧場内に広葉樹がありドングリが採餌できる環境にあると、ドングリの成分であるポリフェノールを過剰摂取してしまい中毒死することがある。

## 輸送
牛は輸送されるとき、現代では一般にトラックに積まれて家畜商により輸送されるが、その目的は子牛の育成牧場での一時預かり、家畜市場での牛のせり、屠畜場への輸送が挙げられる。牛がトラックに積まれるとき、なかなか牛が乗ってくれないことが多いが、これは牛自身は出荷・屠畜されるという概念を直接認識しているわけではないが、元々警戒心の強い草食動物なので、牛の目や耳で感じる周囲の環境がガラリと変わることに慎重になるからだという。

## 主要品種

### ヨーロッパ由来品種

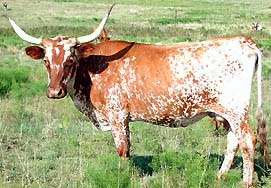
米国種テキサスロングホーン

- アバディーン・アンガス種（無角牛、スコットランド原産、肉牛）
- アングラー種（ドイツ原産、乳肉兼用）
- ウェルシュブラック種（イギリス原産、乳肉兼用）
- エアシャー種（スコットランド原産、乳牛）
- ガンジー種 (イギリス領ガンジー島原産、乳牛 )
- キアニーナ種（イタリア原産、役肉兼用 欧州系で最大の標準体型を持つ）
- ギャロレー種（イギリス原産、肉用）
- グロニンゲン種（オランダ原産、乳肉兼用）
- ケリー種（アイルランド原産、乳用）
- ゲルプフィー種（ドイツ原産、肉用）
- サウスデボン種（イギリス原産、乳肉兼用）
- ジャージー種（イギリス領ジャージー島原産、乳牛）
- シャロレー種（フランス原産、肉牛）
- ショートホーン種（スコットランド原産、肉牛）
- シンメンタール種（スイス原産、乳肉兼用）
- スウェーデンレッドアンドホワイト種（スウェーデン原産、乳用）
- デキスター種（イギリス原産、乳肉兼用）
- デボン種（イギリス原産、肉用）
- デーリィショートホーン種（イギリス原産、乳肉兼用）
- ノルウェーレッド種（ノルウェー原産、乳用）
- ノルマン種（フランス原産、乳肉兼用）
- ハイランド種（イギリス原産、肉用）
- パイルージュフランドル種（ベルギー原産、乳肉兼用）
- ピンツガウエル種（オーストリア原産、肉用）
- フィンランド種（フィンランド原産、乳用）
- ブラウンスイス種（スイス主産、乳肉兼用）
- ヘレフォード種（イングランド原産、肉牛）
- ホルスタイン種（オランダ原産、乳牛、黒と白の模様で日本でもよく知られる）
- ホワイトベルテッドギャラウェイ種（スコットランド原産）
- マルキジアーナ種（イタリア原産、役肉兼用）
- マレーグレー種（オーストラリア原産、肉牛）
- ミューズラインイーセル種（オランダ原産、乳肉兼用）
- ムーザン種（フランス原産、肉用）
- モンベリエール種（フランス原産、乳肉兼用）
- リンカーンレッド種（イギリス原産、乳肉兼用）
- レッドデーニッシュ種（アイルランド原産、乳肉兼用）
- レッドポール種（イギリス原産、乳肉兼用）
- ロートフィー種（ドイツ原産、肉用）
- ロマニョーラ種（イタリア原産、役肉兼用）

### アジア由来品種
- 黄牛（中国・東南アジア産、役牛）
- 草原紅牛（中国原産、乳牛）
- 朝鮮牛（韓牛）（朝鮮原産、役牛・肉牛）
- ブラーマン種
- ヒンドゥー種
- カンペンセン種

### 日本由来品種
- 口之島牛（鹿児島県口之島に棲息、野生化牛）
- 見島牛（山口県見島産、天然記念物）
  - 見蘭牛（見島牛の雄とホルスタインの雌の交配 (F1)）
- 和牛（改良和種:外国種との交配）
  - 褐毛和種（あかげわしゅ、熊本県・高知県主産、食肉用）
  - 黒毛和種（農耕用・食肉用）
  - 無角和種（山口県産、食肉用）
  - 日本短角種（東北地方・北海道主産、食肉用）

## 飼育数

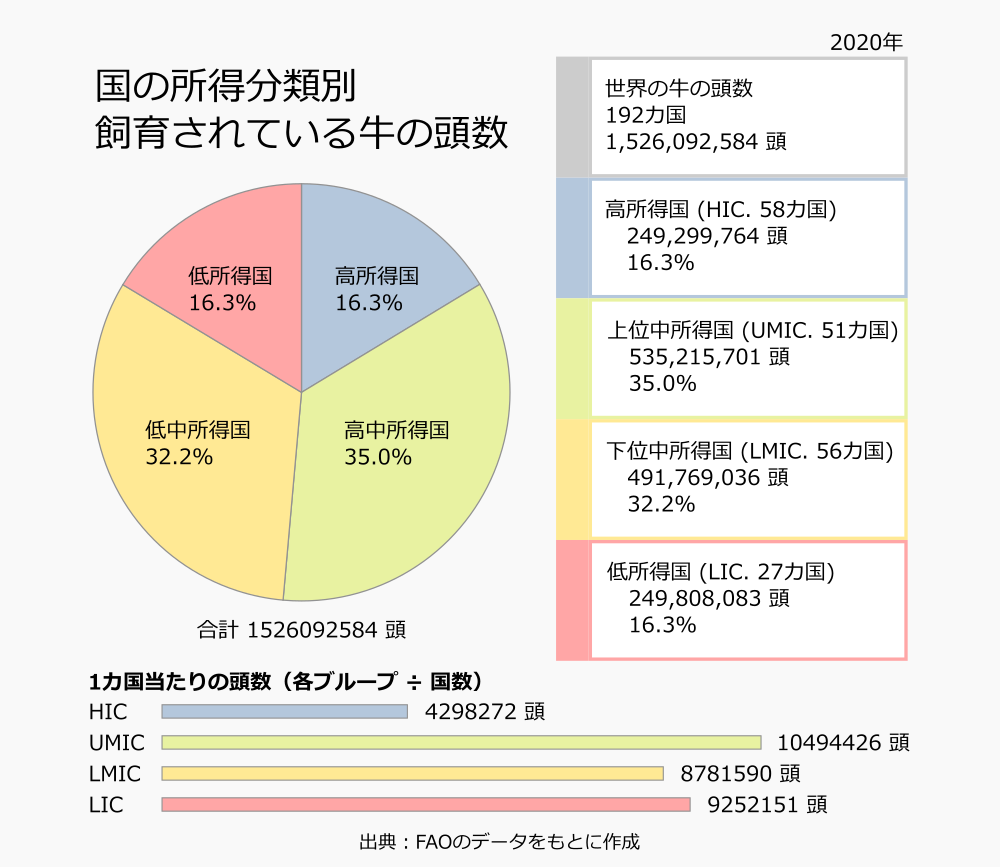
高所得国、上位中所得国、下位中所得国、低所得国の飼育頭数と割合

世界に棲息する牛のうち、家畜として飼育されている頭数に関しては、国際連合食糧農業機関 (FAO) による毎年の調査結果が、1990年以降公表されている。統計には、一般的な牛のほか、コブウシ、ガウルなどのアジア牛、ヤクを含む。スイギュウやバイソンは含まない。
牛を聖なる動物と見なすヒンドゥー教の影響もあってインドが世界を圧倒する飼育頭数で知られ、長らく世界一の座を占めていた。しかし、2003年にブラジルがインドに換わって世界第1位となった。これは、アマゾン熱帯雨林の破壊と牧場開発が以前にも増して急速に進み、アマゾン地方の牛飼育頭数が激増してきた結果であった。
2008年には再びインドが第1位になったものの、インド・ブラジル両国の頭数はほぼ拮抗している。
牛の飼育数は新興国を中心に増え続けており2020年の推定総頭数は15億2593万9479頭である。
|                | 2020 | 2020       | 2010 | 2010       | 2000 | 2000       | 1990 | 1990       | 1980 | 1980       | 1970 | 1970       |
| -------------- | ---- | ---------- | ---- | ---------- | ---- | ---------- | ---- | ---------- | ---- | ---------- | ---- | ---------- |
| 世界           | -    | 1525939479 | -    | 1411583223 | -    | 1319963140 | -    | 1296612992 | -    | 1216999022 | -    | 1081612612 |
| ブラジル       | 1    | 218150298  | 1    | 209541109  | 2    | 169875524  | 2    | 147102320  | 2    | 118971424  | 4    | 75446704   |
| インド         | 2    | 194482355  | 2    | 194184992  | 1    | 191924000  | 1    | 202500000  | 1    | 186500000  | 1    | 177442000  |
| アメリカ       | 3    | 93793300   | 3    | 94081200   | 4    | 98199000   | 4    | 95816000   | 4    | 111242000  | 2    | 112369008  |
| エチオピア     | 4    | 70291776   | 5    | 53382192   | 7    | 33075330   | 8    | 30000000   | 9    | 26000000   | 7    | 26231504   |
| 中国           | 5    | 61128843   | 4    | 68871241   | 3    | 104553559  | 5    | 77909675   | 6    | 52496213   | 5    | 57616205   |
| アルゼンチン   | 6    | 54460799   | 6    | 48949744   | 5    | 48674400   | 6    | 52845000   | 5    | 55760496   | 6    | 48439648   |
| パキスタン     | 7    | 49624000   | 8    | 34285000   | 15   | 22004000   | 15   | 17677008   | 16   | 15038000   | 14   | 14584000   |
| メキシコ       | 8    | 35639209   | 9    | 32642134   | 8    | 30523735   | 7    | 32054304   | 7    | 27742000   | 9    | 22798000   |
| チャド         | 9    | 32237209   | 16   | 19221000   | 23   | 11460000   | 49   | 4297300    | 46   | 4360000    | 40   | 4500000    |
| スーダン       | 10   | 31757266   | 7    | 41761000   | 6    | 37093000   | 13   | 21027800   | 14   | 18354416   | 17   | 12300000   |
| コロンビア     | 12   | 28245262   | 10   | 27329066   | 12   | 24363700   | 9    | 24383504   | 10   | 23945488   | 12   | 20200000   |
| バングラデシュ | 13   | 24391000   | 12   | 23051000   | 14   | 22310000   | 10   | 23244000   | 12   | 21556000   | 8    | 25686000   |
| オーストラリア | 14   | 23503238   | 11   | 26733000   | 10   | 27588000   | 11   | 23162208   | 8    | 26202704   | 10   | 22162464   |
| ロシア         | 18   | 18126003   | 13   | 20671328   | 9    | 28060323   | 3    | 118388000  | 3    | 115100000  | 3    | 95162000   |
| 日本           | 60   | 3907000    | 56   | 4376000    | 51   | 4588000    | 45   | 4760000    | 48   | 4248000    | 50   | 3622000    |

## 歴史

### 世界
ウシは新石器時代に西アジアとインドで野生のオーロックスが別個に家畜化されて生まれた。学説としては、西アジアで家畜化されたものが他地域に広がったという一元説が長く有力であった。ところが、1990年代になされたミトコンドリアDNAを使った系統分析で、現生のウシがインド系のゼブ牛と北方系のタウルス牛に大きく分かれ、その分岐時期が20万年前から100万年前と推定された。これは、せいぜい1万年前とされるウシの家畜化時期よりはるかに古い。そこで、オーロックスにもとからあった二系統が、人類によって別々に家畜化された結果、今あるゼブ牛、タウルス牛となったという二元説が広く支持されている。
ウシは、亜種関係のゼブ牛・タウルス牛の間はもとより、原種のオーロックスとも問題なく子孫を残せるので、家畜化された後に各地で交雑が起こった。遺伝子分析によれば、ヨーロッパの牛にはその地のオーロックスの遺伝子が入り込んでいる。東南アジアとアフリカの牛は、ゼブ牛とタウルス牛の子孫である。さらに、東南アジア島嶼部のウシには、別種だがウシとの交雑が可能なこともあるバンテンの遺伝子が認められる。
ウシの家畜化は、ヤギやヒツジと比べて遅れた。オーロックスは獰猛で巨大な生物であったので、小型の動物で飼育に習熟してはじめて家畜化に成功したと考えられている。しかしいったん家畜化されると、ウシはその有用性によって牧畜の中心的存在となった。やがて成立したエジプト文明やメソポタミア文明、インダス文明においてウシは農耕用や牽引用の動力として重要であり、また各種の祭式にも使用された。紀元前6世紀初頭にはメソポタミアにおいてプラウ（犁）が発明され、その牽引力としてウシはさらに役畜としての重要度を増した。このプラウ使用はこれ以降の各地の文明にも伝播した。
ウシはやがて世界の各地へと広がっていった。ヨーロッパではウシは珍重され、最も重要な家畜とされていた。8世紀後半ごろには車輪付きのプラウが開発され、またくびきの形に改良が加わることで牽引力としての牛はさらに重要となった。牛肉はヨーロッパ全域で食用とされ、中世の食用肉のおよそ3分の2は牛肉で占められていた。ヨーロッパ北部では食用油脂の中心はバターであり、また牛乳も盛んに飲用された。ヨーロッパ南部では食用油脂の中心はオリーブオイルであり、牛乳の飲用もさほど盛んでなかったが、牛肉は北部と比べ盛んに食用とされた。
アフリカにおいてはツェツェバエの害などによって伝播が阻害されたものの、紀元前1500年ごろにはギニアのフータ・ジャロン山地でツェツェバエに耐性のある種が選抜され、西アフリカからヴィクトリア湖畔にかけては紀元前500年頃までにはウシの飼育が広がっていた。インドにおいてはバラモン教時代はウシは食用となっていたが、ヒンドゥー教への転換が進む中でウシが神聖視されるようになり、ウシの肉を食用とすることを禁じるようになった。しかし、乳製品や農耕用としての需要からウシは飼育され続け、世界有数の飼育国であり続けることとなった。
新大陸にはオーロックスが存在せず、1494年にクリストファー・コロンブスによって持ち込まれたのが始まりである。新大陸の気候風土にウシは適合し、各地で飼育されるようになった。とくにアルゼンチンのパンパにおいては、持ち込まれた牛の群れが野生化し、19世紀後半には1,500万頭から2,000万頭にも達した。このウシの群れに依存する人々はガウチョと呼ばれ、アルゼンチンやウルグアイの歴史上重要な役割を果たしたが、19世紀後半にパンパ全域が牧場化し野生のウシの群れが消滅すると姿を消した。北アメリカ大陸においてもウシは急速に広がり、19世紀後半には大陸横断鉄道の開通によってウシを鉄道駅にまで移送し市場であるアメリカ東部へと送り出す姿が見られるようになった。この移送を行う牧童はカウボーイと呼ばれ、ウシの大規模陸送がすたれたのちもその独自の文化はアメリカ文化の象徴となっている。
1880年代には冷凍船が開発され、遠距離間の牛肉の輸送が可能となった。これはアルゼンチンやウルグアイにおいて牧場の大規模化や効率化をもたらし、牛肉輸出は両国の基幹産業となった。また、鉄道の発達によって牛乳を農家から大都市の市場へと迅速に大量に供給することが可能になったうえ、ルイ・パスツールによって低温殺菌法（パスチャライゼーション）が開発され、さらに冷蔵技術も進歩したことで、チーズやバターなどの乳製品に加工することなくそのまま牛乳を飲む習慣が一般化した。こうした技術の発展によって、ウシの利用はますます増加し、頭数も増加していった。

### 日本列島
先史時代の日本列島には、在来種のウシ族としてハナイズミモリウシ（ステップバイソン）などのバイソン属、オーロックス（ウシ属）、スイギュウなどが存在し、当時の人類による狩猟対象になっていた可能性がある。家畜としてのウシがどの時点で日本列島に初めて到来したのかは不明であり、新生代に該当する Bos taurus の記録も存在しており、東京都港区の伊皿子貝塚から弥生時代の牛骨が出土したとされているが後代の混入物である可能性も指摘されている。3世紀の日本を記した『魏志倭人伝』では、当時の日本は「牛馬なし」と記述されている。日本のウシは、中国大陸から持ち込まれたと考えられている。古墳時代前期にも確実な牛骨の出土はないが、牛を形象した埴輪が存在しているため、この頃には飼育が始まっていたと考えられている。古墳後期（5世紀）には奈良県御所市の南郷遺跡から牛骨が出土しており、最古の資料とされる。
当初から日本では役畜や牛車の牽引としての使用が主であったが、牛肉も食されていたほか、牛角・牛皮や骨髄の利用も行われていたと考えられている。675年に天武天皇は、牛、馬、犬、猿、鶏の肉食を禁じた。禁止令発出後もウシの肉はしばしば食されていたものの、禁止令は以後も鎌倉時代初期に至るまで繰り返して発出され、やがて肉食は農耕に害をもたらす行為とみなされ、肉食そのものが穢れであるとの考え方が広がり、牛肉食はすたれていった。8世紀から10世紀ごろにかけては酪や、蘇、醍醐といった乳製品が製造されていたが、朝廷の衰微とともに製造も途絶え、以後日本では明治時代に至るまで乳製品の製造・使用は行われなかった。
また、広島県の草戸千軒町遺跡出土の頭骨のない牛の出土事例などから頭骨を用いた祭祀用途も想定されており、馬が特定の権力者と結びつき丁重に埋葬される事例が見られるのに対し、牛の埋葬事例は見られないことが指摘されている。
古代の日本では総じて牛より馬の数が多かった。平安時代の『延喜式』では、東国すべての国で蘇が貢納されており、牛の分布の地域差は大きくなかったようである。ところが中世に入ると馬は東国、牛は西国という地域差が生まれた。東国では武士団の勃興に伴い馬が主体の家畜構成になったと考えられている。東西の地域差は明治時代のはじめまで続いており、明治初期の統計では、伊勢湾と若狭湾を結ぶ線を境として東が馬、西が牛という状況が見て取れる。
牛肉食は公的には禁忌となったものの、実際には細々と食べ続けられていたと考えられている。戦国時代にはポルトガルの宣教師たちによって牛肉食の習慣が一部に持ち込まれ、キリシタン大名の高山右近らが牛肉を振舞ったとの記録もあるものの、禁忌であるとの思想を覆すまでにはいたらず、キリスト教が排斥されるに伴い牛肉食は再びすたれた。江戸時代には生類憐みの令によってさらに肉食の禁忌は強まったが、大都市にあったももんじ屋と呼ばれる獣肉店ではウシも販売され、また彦根藩は幕府への献上品として牛肉を献上しているなど、まったく途絶えてしまったというわけではなかった。しかし、日本においてウシの主要な用途はあくまでも役牛としての利用であり続けた。
日本においてウシが公然と食されるようになるのは明治時代である。文明開化によって欧米の文化が流入する中、欧米の重要な食文化である牛肉食もまた流れ込み、銀座において牛鍋屋が人気を博すなど、次第に牛肉食も市民権を得ていった。また、乳製品の利用・製造も復活した。

## 信仰の対象
人間に身近で、印象的な角を持つ大型家畜である牛は、世界各地で信仰の対象や動物に関連する様々な民俗・文化のテーマになってきた。
農耕を助ける貴重な労働力である牛を殺して神に供える犠牲獣とし、そこから転じて牛そのものを神聖な生き物として崇敬することは、古代より永くに亘って広範な地域で続けられてきた信仰である。

### 古代エジプト
古代エジプト人はオシリス、ハトホル信仰を通して雄牛（ハピ、ギリシャ名ではアピス）を聖牛として崇め、第一王朝時代（紀元前2900年ごろ）には「ハピの走り」と呼ばれる行事が行われていた。創造神プタハの化身としてアピス牛信仰は古代エジプトに根を下ろし、ラムセス2世の時代にはアピス牛のための地下墳墓セラペウムが建設された。聖牛の特徴とされる全身が黒く、額に白い菱形の模様を持つウシが生まれると生涯神殿で手厚い世話を受け、死んだ時には国中が喪に服した。一方、普通のウシは食肉や労働力として利用されていたことが壁画などから分かっている。

### ユダヤ教
旧約聖書出エジプト記には、金の子牛という偶像が出てくる。これはヤハウェを模したものだが、これが神の怒りに触れ、モーセが石板を壊し、金の子牛像を破壊し、子牛像を溶かした水をイスラエルの民に飲ませた。
ヘブライ王国成立後も金の子牛像信仰は根強く続き、列王記や歴代誌でも度々登場する。

### インド
主にインドで信仰されているヒンドゥー教では牛、特にコブウシを神聖視している。スイギュウは信仰の対象ではない。
このためインドは牛の飼育頭数は多いものの、牛肉食を忌避する国民が多い。食のタブーとして肉食されることが少ない。
インドでは従来も州により、牛肉の扱いを規制していた。2017年5月26日にはインド連邦政府が、食肉処理を目的とした家畜市場における牛の売買を禁止する法令を出した。これに対して、イスラム教徒や世俗主義者から「食事の選択権に対する侵害」として反対運動や訴訟が起き、インド最高裁判所は7月11日に法令差し止めを決めた。インドでは牛肉を売ったり、食べたりしたと思われた人が殺害される事件も起きている。
インダス文明でも牛が神聖視されていた可能性があり、インド社会における係る概念の永続性は驚くべきものがある。また、興奮した牛の群れにあえて追われるスペインなどラテン文化圏の祭事「エンシエロ」、聖なる牛の群れに踏まれることでその年の幸運を得ようとするムガル帝国時代より続くヒンドゥー教の祭事「ゲーイ・ガウーリ」（ディーワーリーの期間中に行われる祭事の一つ）など、過激な伝統行事もある。

#### 日本
日本でも牛（丑）は十二支の鳥獣に入っているほか、牛頭天王のような神や、牛鬼など妖怪のモチーフになっている。また、身近にいる巨大な哺乳類であることから、その種の中で大きい体格を持つ生き物の和名に用いられることがある（ウシエビ、ウシガエル、ウシアブなど）。

### 紋章
牛が紋章に描かれることは一般的である。

トリノ（イタリア）の紋章
カウナス（リトアニア）の紋章
Bielsk Podlaski（ポーランド）の紋章
Turek（ポーランド）の紋章

## 環境問題
ウシは反芻動物であり、反芻を繰り返すことにより、飼料を微生物が分解しメタンガスが発生する。これは地球温暖化の深刻な一因と言われており、アメリカではメタンの総発生量の26パーセントが牛のげっぷによるものである。3-ニトロオキシプロパノール（3NOP）と呼ばれる成分を餌に混ぜるなどしてげっぷを少なくする研究が進んでいる。

## 慣用句
- 「牛にひかれて善光寺参り」 - 人に連れられて思いがけず行くこと。昔、老婆がさらしておいた布を牛が引っ掛けて善光寺に駆け込んだので、追いかけた老婆はそこが霊場であることを知り、以後たびたび参詣したという伝説から。
- 「牛の歩み(牛歩)」 - 進みの遅いことの譬え。
  - 牛歩戦術
- 「牛の角を蜂が刺す」 - 牛の硬い角には蜂の毒針も刺さらないことから、何とも感じないこと。
- 「牛の寝た程」 - 物の多くあるさまの形容。
- 「牛は牛づれ（馬は馬づれ）」 - 同じ仲間同士は一緒になり、釣り合いが取れるということ。
- 「牛は水を飲んで乳とし、蛇は水を飲んで毒とす」 - 同じものでも使い方によっては薬にも毒にもなることの譬え。
- 「牛も千里、馬も千里」 - 遅いか早いかの違いはあっても、行き着くところは同じということ。
- 「牛を売って牛にならず」 - 見通しを立てずに買い換え、損することの譬え。
- 「牛飲馬食」 - 牛や馬のように、たくさん飲み食いすること。「鯨飲馬食」ともいう。
- 「牛耳る（牛耳を執る）」 - 団体・集団の指導者となって指揮を執ること。
- 「商いは牛の涎」 - 細く長く垂れる牛の涎（よだれ）のように、商売は気長に辛抱強くこつこつ続けることがコツだという譬え。
- 「角を矯めて牛を殺す」- 些細な欠点を矯正しようとして却って全体を台無しにすること。
- 「九牛の一毛」 - 非常に多くの中の極めて少ないもの。
- 「暗がりから牛」 - 物の区別がはっきりしないこと。あるいはぐずぐずしていることの譬え。
- 「鶏口となるも牛後となるなかれ（牛の尾より鶏の口、鶏口牛後）」 - 大集団の下っ端になるより小集団でも指導者になれということ。人の下に甘んじるのを戒める、もしくは、小さなことで満足するを否とする言葉。
- 「牛なし、帽子ばっかり（all hat and no cattle）」ファッションでカウボーイの帽子をかぶっていても、牛は持っていない。見かけだおし、格好だけの人のこと。テキサス州の慣用表現。

## 符号位置
| 記号 | Unicode | JIS X 0213 | 文字参照            | 名称     |
| ---- | ------- | ---------- | ------------------- | -------- |
| 🐮   | U+1F42E | -          | &#x1F42E; &#128046; | COW FACE |
| 🐂   | U+1F402 | -          | &#x1F402; &#128002; | OX       |
| 🐄   | U+1F404 | -          | &#x1F404; &#128004; | COW      |